# Nicolas Prodhomme
Nicolas Prodhomme (ur. 1 lutego 1997 w L’Aigle) – francuski kolarz szosowy.

## Osiągnięcia
Opracowano na podstawie:
2019
- 1. miejsce w Orlen Wyścigu Narodów
  - 1. miejsce na 1. etapie (jazda drużynowa na czas)
- 1. miejsce na 1. etapie Giro della Regione Friuli Venezia Giulia (jazda drużynowa na czas)

2023
- 3. miejsce w Tour de l’Ain

## Rankingi
| Rok             | 2018  | 2019 | 2020  | 2021 | 2022  | 2023 | 2024 |
| --------------- | ----- | ---- | ----- | ---- | ----- | ---- | ---- |
| World Ranking   | 1160. | 702. | 2000. | 897. | 1684. | 337. | 347. |
| UCI Europe Tour | 729.  | 517. | 1460. | 686. | 1107. | -    | -    |
|                 |       |      |       |      |       |      |      |
| Źródło: UCI     |       |      |       |      |       |      |      |